# Kim Jae-bum
Kim Jae-bum (in coreano: 김 재범) (Gimcheon, 25 gennaio 1985) è un judoka sudcoreano, vincitore della medaglia d'argento a Pechino 2008 nella categoria fino a 81 kg e della medaglia d'oro a Londra 2012 nella medesima categoria.
In entrambe le finali olimpiche si è misurato con il tedesco Ole Bischof. È stato inoltre due volte campione del mondo a Tokyo nel 2010 ed a Parigi nel 2011.
In occasione delle Olimpiadi di Londra si è presentato sul tatami di gara in condizioni fisiche molto gravi a causa dei traumi accumulati in allenamenti e competizioni, tanto da essere costretto, anche solo durante gli allenamenti precedenti la gara olimpica, ad utilizzare antidolorifici ed anestetici. In particolare tutto il lato sinistro del corpo si presentava menomato: i legamenti del ginocchio talmente danneggiati da renderlo "dondolante", la spalla dislocata, il gomito rotto poco tempo prima non ancora riabilitato, i legamenti di alcune dita lesionati, le articolazioni infiammate.

## Palmarès
- Giochi olimpici estivi

2008 - Pechino: argento negli 81 kg.
2012- Londra: oro negli 81 kg.
- Campionati mondiali di judo

2009 - Rotterdam: bronzo negli 81 kg.
2010 - Tokyo: oro negli 81 kg.
2011 - Parigi: oro negli 81 kg.
- Giochi asiatici

2010 - Canton: oro negli 81 kg.
- Campionati asiatici di judo

2005 - Tashkent: oro nei 73 kg.
2008 - Jeju: oro negli 73 kg.
2009 - Taipei: oro negli 73 kg.
2011 - Abu Dhabi: oro negli 73 kg.